# Huang Ho-Suei
Huang Ho-Suei es un deportista taiwanés que compitió en judo. Ganó dos medallas de bronce en el Campeonato Asiático de Judo de 1997, en las categorías de +95 kg y abierta.

## Palmarés internacional
| Representando a China Taipéi |                    |                   |           |
| Campeonato Asiático          |                    |                   |           |
| Año                          | Lugar              | Medalla           | Categoría |
| 1997                         | Manila (Filipinas) | Medalla de bronce | +95 kg    |
| 1997                         | Manila (Filipinas) | Medalla de bronce | Abierta   |